# Pu Tuo Shantempel

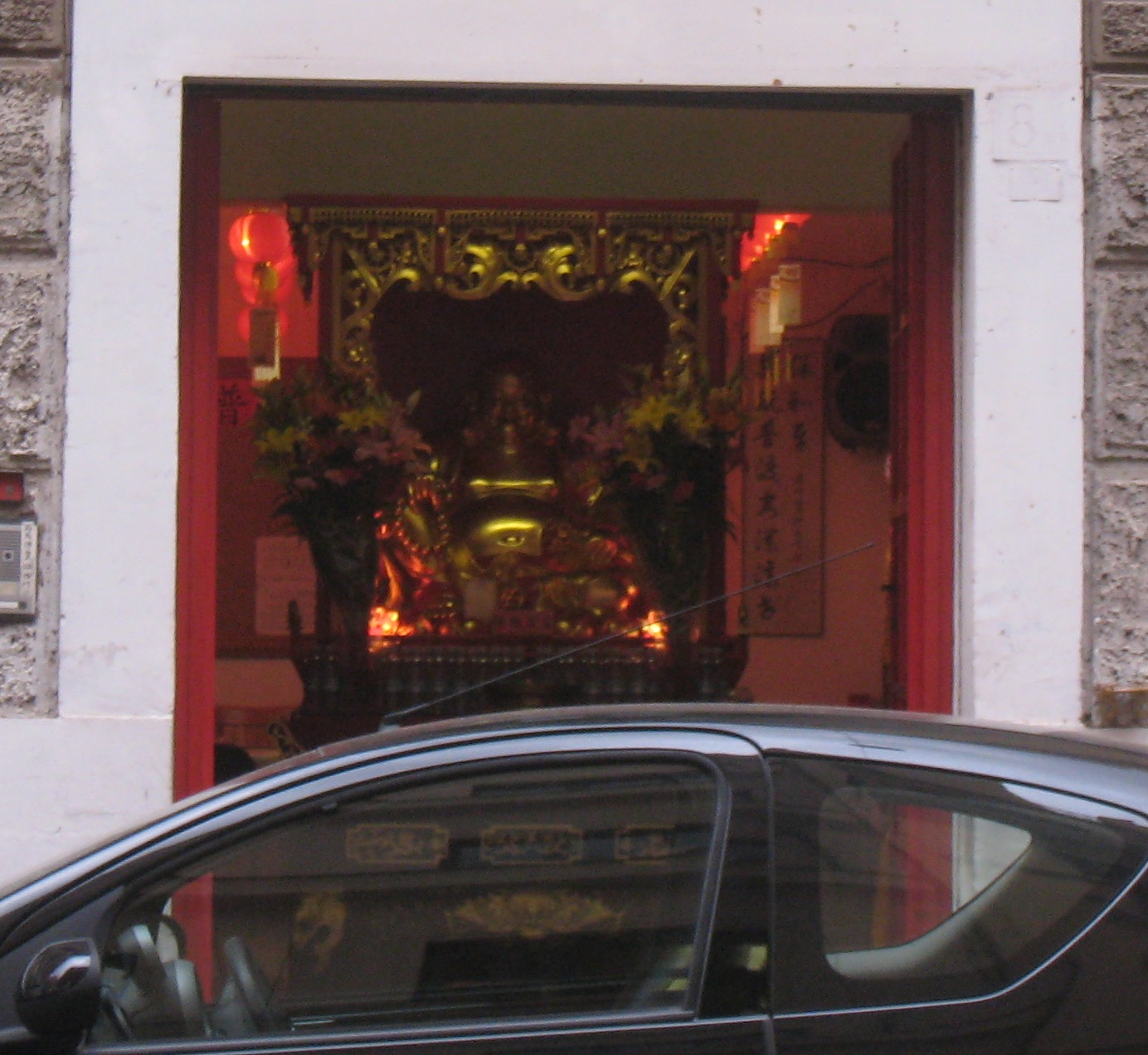
Ingang van de tempel met Maitreya

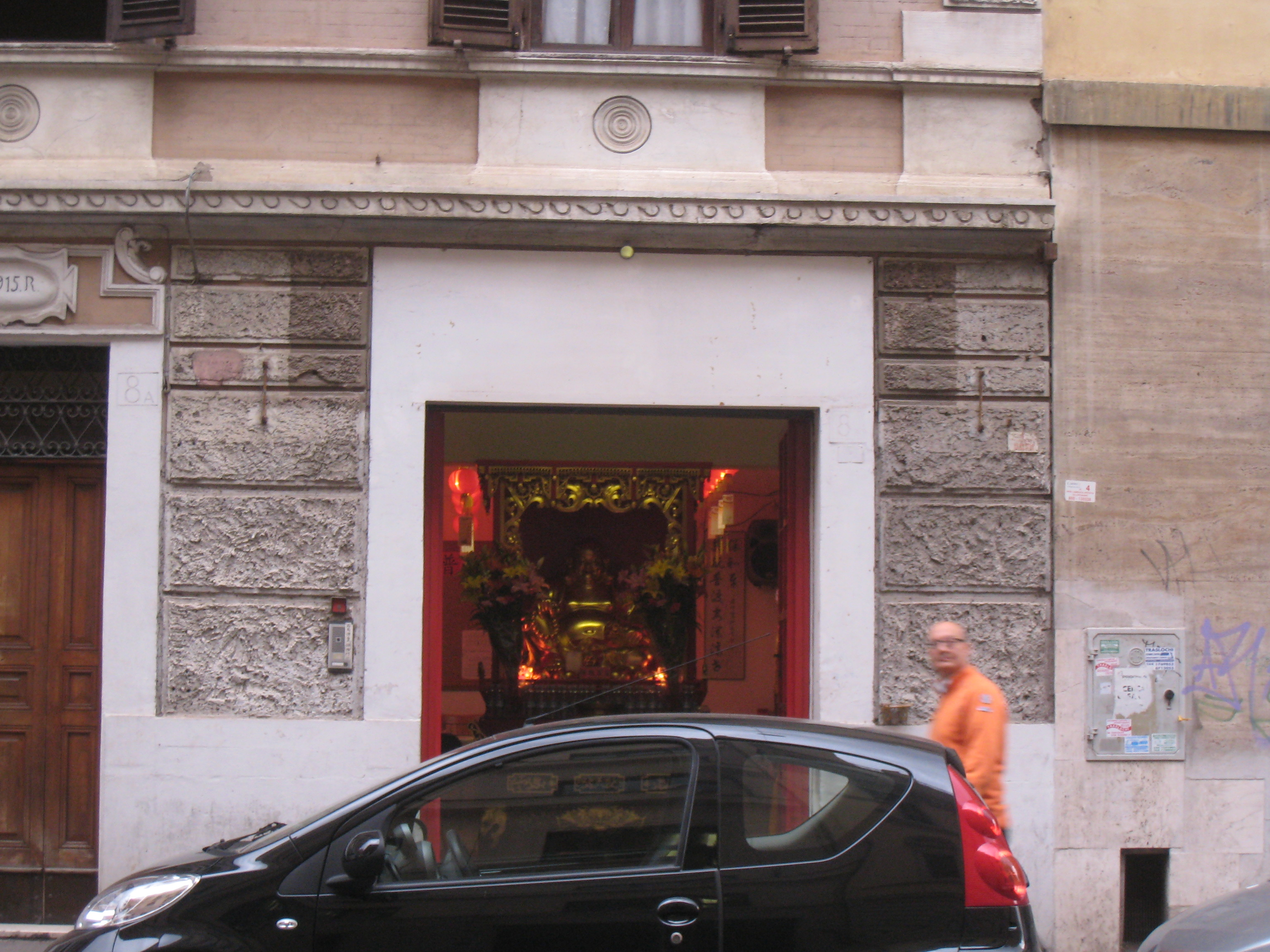
Ingang van de tempel

Pu Tuo Shantempel is de eerste Mahayana boeddhistische tempel in Rome. Door deze tempel heeft Rome alle soorten gebedshuizen van alle belangrijke godsdiensten van de wereld. De geestelijkheid hier behoort tot de Chinese Chung Tai Shanstroming. De tempel is vernoemd naar het eilandje waar Guan Yin haar verlichting behaalde. De tempel is gelegen in Rome Chinatown op de heuvel Esquilijn, aan de Via Ferruccio numero 8B, vlak bij het Piazza Vittorio.
Het is ingewijd door acht Zhejiangnese monniken.
De eerste ruimte waar men binnenkomt is gewijd aan Maitreya. De hal erachter is gewijd aan Amitabha Boeddha , Mahasthamaprapta en Guan Yin. Aan de linkerkant van de hal staat een beeld van Sangharama (Guan Yu). De beelden zijn uit hout gesneden en kwamen na een twee maandenlange reis aan in Italië vanuit Ningbo.
De Pu Tuo Shantempel is dagelijks te bezoeken van 7:00 tot 19:00. De (meestal Chinees-Italiaanse) boeddhisten brengen fruit mee als offering aan de boeddhistische verhevenen.